# Zane Weir
Pour les articles homonymes, voir Weir.
Zane Weir (né le 7 septembre 1995 à Amanzimtoti en Afrique du Sud) est un athlète italien et sud-africain, spécialiste du lancer du poids. Il est champion d'Europe en salle en 2023 à Istanbul.

## Biographie
Zane Weir participe aux compétitions internationales sous les couleurs de l'Afrique du Sud, son pays natal, avant de basculer pour l'Italie, le pays de son grand-père maternel, en 2021.
En février 2021, il établit la marque de 21,11 m, soit un centimètre de plus que le minima de qualification requis pour les Jeux olympiques de 2020, puis se classe septième de la Coupe d'Europe des lancers 2021. À Tokyo, lors des qualifications du lancer du poids, il bat son record personnel avec 21,25 m et se qualifie pour la finale. Lors de celle-ci, il porte son record à 21,67 m et se classe 6e.
Le 3 mars 2023 à Istanbul, il devient champion d'Europe en salle en dépassant pour la première fois la barrière des 22 mètres, avec un jet à 22,06 m. Il signe ainsi un nouveau record d'Italie en salle et la meilleure performance européenne de la saison. 

## Palmarès
| Date | Compétition                    | Lieu     | Résultat | Marque  |
| ---- | ------------------------------ | -------- | -------- | ------- |
| 2021 | Jeux olympiques                | Tokyo    | 5e       | 21,41 m |
| 2022 | Coupe d'Europe des lancers     | Leiria   | 1er      | 21,99 m |
| 2022 | Championnats du monde en salle | Belgrade | 6e       | 21,67 m |
| 2023 | Championnats d'Europe en salle | Istanbul | 1er      | 22,06 m |
| 2023 | Coupe d'Europe des lancers     | Leiria   | 3e       | 20,98 m |
| 2023 | Jeux européens                 | Chorzów  | 1er      | 21,59 m |
| 2023 | Championnats du monde          | Budapest | 11e      | 19,99 m |
| 2024 | Championnats du monde en salle | Glasgow  | 4e       | 21,85 m |
| 2024 | Coupe d'Europe des lancers     | Leiria   | 1er      | 21,55 m |
| 2024 | Jeux olympiques                | Paris    | 11e      | 20,24 m |

## Records
| Épreuve         | Épreuve   | Marque       | Lieu     | Date             |
| --------------- | --------- | ------------ | -------- | ---------------- |
| Lancer du poids | Plein air | 22,44 m      | Padoue   | 3 septembre 2023 |
| Lancer du poids | En salle  | 22,06 m (NR) | Istanbul | 3 mars 2023      |